# Nova Roma do Sul

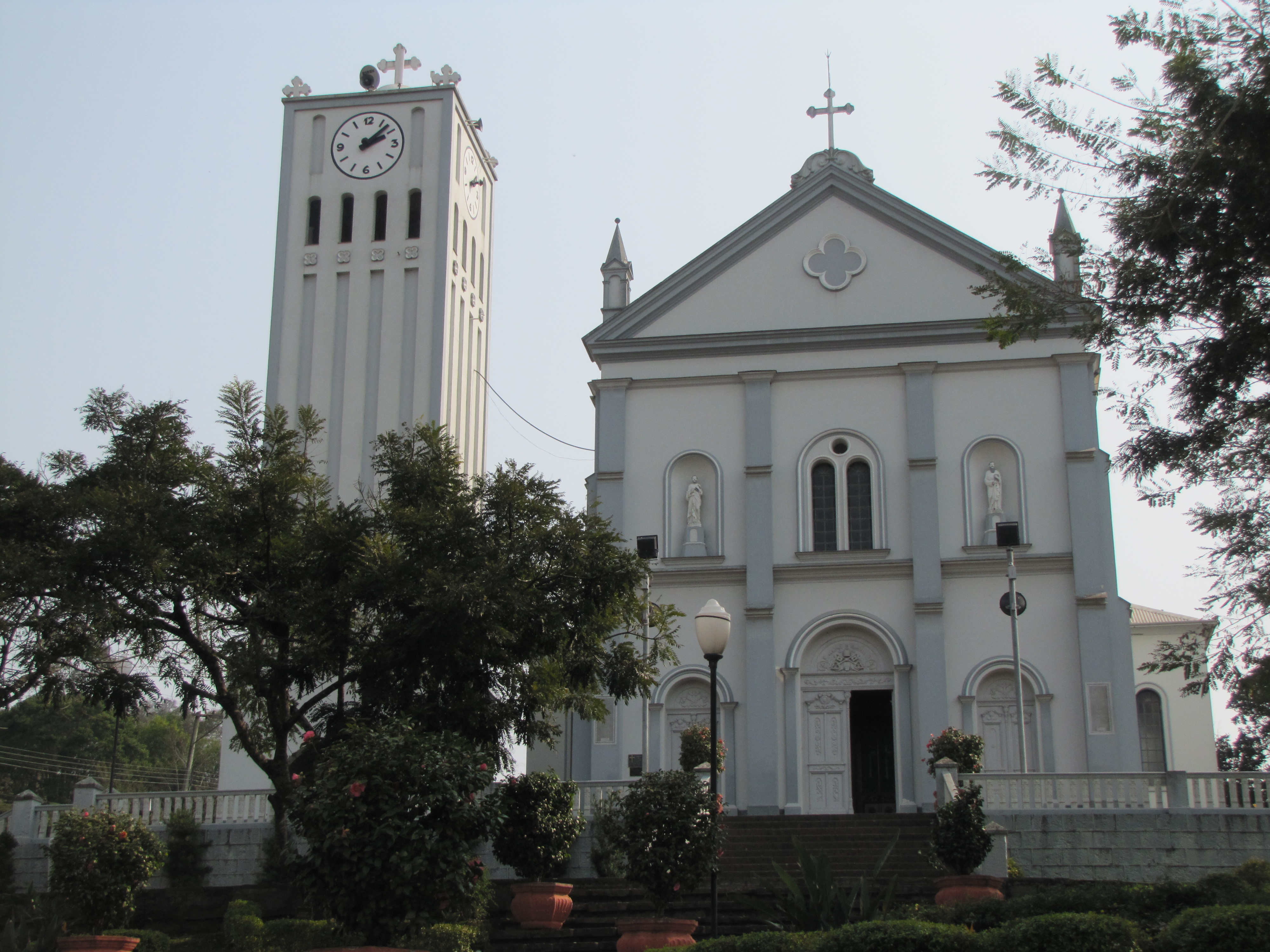
Iglesia principal de Nova Roma do Sul.

Nova Roma do Sul es un municipio brasileño del estado de Rio Grande do Sul.

## Datos
Se encuentra ubicado a una latitud de 28°59′25″ S y una longitud de 51°24′29″ O, estando a una altitud de 591 metros sobre el nivel del mar. Su población estimada para el año 2004 era de 3069 habitantes. Ocupa una superficie de 152,55 km².

## Historia
Fue poblada por primera vez en 1880 por unas pocas familias inmigrantes de origen polaco, ruso y sueco. En 1885 llegaron muchos inmigrantes italianos, en su mayoría de Belluno, Treviso y Vicenza, en el Véneto de Italia. Los italianos la llamaron Nova Roma do Sul en honor a la capital de Italia. 
Durante la Segunda Guerra Mundial, el nombre de la ciudad fue cambiado a Guararapes, debido a que Brasil rompió relaciones diplomáticas con Italia, y estaba prohibido usar nombres con referencias a las Potencias del Eje. Más tarde, volvió a ser oficial el nombre original de la ciudad.
Según el censo brasileño de 2000, Nova Roma do Sul es la ciudad con el porcentaje más alto de católicos declarados por ellos mismos en el país. En el censo, toda la población notificó seguir el catolicismo.
Actualmente es una de las localidades de Brasil donde el Talian es cooficial, siendo hablado por casi el 80% de la población (tenía una población de 3.717 personas en el 2020.). Solamente la cercana localidad Serafina Corrêa (apodada "la capital del Talian") tiene más hablantes de Talian. 